# Bíró Jenő
Bíró Jenő, 1899-ig Lefkovits (Varannó, 1883. április 15. – Budapest, 1972. április 21.) állatorvos, mikrobiológus, az orvostudományok kandidátusa (1952).

## Élete
Lefkovits Salamon és Buchsbaum Katalin fia. Tanulmányait a Magyar Királyi Állatorvosi Főiskolán végezte, ahol 1904-ben állatorvosi oklevelet szerzett. 1926-ban doktori címet nyert. 1904 és 1914 között Kunszentmiklóson dolgozott állatorvosként. Az első világháború alatt állatorvos-főhadnagyként tevékenykedett. 1918-ban a Laboratórium Rt. Oltóanyagtermelő Intézethez került mint bakteriológus. Munkahelye az 1930-as évek végétől Magyar Oltóanyagtermelő Intézet néven működött, majd 1948-tól kezdve mint Phylaxia Állami Oltóanyagtermelő Intézet. 1958-ban nyugalomba vonult, de még hosszú ideig az intézet munkatársa maradt. Jelentősek a járványos állatbetegségek elleni oltóanyagok előállításával kapcsolatos kutatásai és szakírói tevékenysége.
Házastársa Weinberger Berta (1898–1975) volt, akit 1919. július 9-én Budapesten vett nőül.
A Kozma utcai izraelita temetőben helyezték végső nyugalomra (1C-11-43).